# Barry Trotz
Barry Trotz (ur. 15 lipca 1962 w Winnipeg, Manitoba, Kanada) – kanadyjski trener hokeja na lodzie, zdobywca Pucharu Stanleya z zespołem Washington Capitals.

## Kariera trenerska
- Baltimore Skipjacks (1991 - 1992) - asystent trenera
- Baltimore Skipjacks (1992 - 1993) - trener (head coach)
- Portland Pirates (1993 - 1997) - trener (head coach)
- Nashville Predators (1998 - 2014) - trener (head coach)
- Asystent trenera reprezentacji Kanady na MŚ 2002
- Asystent trenera reprezentacji Kanady na MŚ 2003
- Asystent trenera reprezentacji Kanady na MŚ 2009
- Asystent trenera reprezentacji Kanady na MŚ 2013
- Washington Capitals (2014 - 2018) - trener (head coach)
- Asystent trenera reprezentacji Kanady na PŚ 2016
- New York Islanders (2018 - 2022) - trener (head coach)

## Sukcesy
Indywidualne
- Louis A. R. Pieri Memorial Award - najlepszy trener AHL w sezonie 1993-1994
- Jack Adams Award - najlepszy trener NHL w sezonie 2015-2016
- Jack Adams Award - najlepszy trener NHL w sezonie 2018-2019

Klubowe
- Mistrzostwo AHL z zespołem Portland Pirates w sezonie 1993-1994
- Puchar Stanleya z zespołem Washington Capitals w sezonie 2017-2018